# Nettelhorst (havezate)
Nettelhorst is een ruïne van een voormalig versterkt huis nabij de gelijknamige buurschap Nettelhorst ten oosten van Lochem in de gelijknamige gemeente in de Nederlandse provincie Gelderland, regio Achterhoek. Het terrein waarop de restanten van huis Nettelhorst liggen is rijksbeschermd als 'historische buitenplaats' met 4 complexonderdelen.. Het was een van de 36 erkende havezaten van het Kwartier Zutphen.

## Geschiedenis
Het huis wordt voor het eerst genoemd in 1379 als Steven van Nettelhorst beleend wordt met dat huys te Nettelhorst met sijnen tobehoren. Aangenomen wordt dat er vóór 1227 al een huis met dezelfde naam was omdat in dat jaar in de Slag bij Ane een Lambertus van Nettelhorst sneuvelde. In 1403 werd Gijsbert van Nettelhorst met het goed beleend. In 1424 draagt Gijsbert het over aan Johan van Middachten. Daarna is de geslachtsnaam Nettelhorst in Nederland verdwenen. In 1428 draagt Johan het goed met alle toebehoren over aan Elyart van Metelen.
In 1465 kwam De Nettelhorst in het geslacht Van Heeckeren. Evert Van Heeckeren (?-1504) was gehuwd met Eilarda van Methelen (?-1509) vrouwe van Nettelhorst. In 1465 overleed haar broer waarna zij Nettelhorst erfde. Everts oudste zoon Jacob (?-1508) was al overleden toen zijn moeder stierf. Daardoor vererfde het huis op de zoon uit het tweede huwelijk van Jacob met Aleid van Keppel, ook Evert (?-1562) genoemd. Deze was al heer van Roderlo.
Waarschijnlijk was De Nettelhorst in de veertiende eeuw een versterkt huis. In de zestiende eeuw was het een zaalgebouw met traptoren. Het was omgeven door een gracht. In 1610 werd een tweede buitengracht aangelegd. Met de uitgegraven grond liet Walraven van Heeckeren (1570-1645) het moerassige terrein ophogen. Het huis werd uitgebreid waardoor het L-vormig werd. De wegen werden verlegd zo ze nu nog lopen.
Uit de tekening uit 1743 van Jan de Beijer blijkt dat het huis blokvormig was met twee bouwhuizen ervoor. Na een aantal eigendomswisselingen, werd het huis in of vóór 1760 gemoderniseerd en uitgebreid tot een rechthoekig huis waardoor de traptoren in het midden kwam te liggen. Voor die tijd was het een L-vormig gebouw met de traptoren in de hoek, zoals gebruikelijk. De beide bouwhuizen werden verplaatst naar het terrein tussen de binen- en de buitengracht.
Het huis bleef vanaf het overlijden van Henriette Seyna van Wassenaar (1763-1832), de weduwe van Evert Christiaan Carel van Heeckeren (1744-1816), in 1832 onbewoond. Van de inboedel, 1000 percelen, werd het deel waarmee zij een bijzondere affectie hadden bij notariële akte verdeeld onder de erfgenamen. Voor het overige werd in oktober 1833 'erfhuis' gehouden.
Het landgoed, huis met bos en bouw- en weiland, 13 erven en 4 katersteden, werd door de vijf erfgenamen van baron Evert C.C.W. van Heeckeren in 1834 publiek geveild. Het was toen 331 hectare groot, lag verspreid in de gemeenten Laren, Lochem en Borculo, en werd in 38 kavels verkocht. De havezate werd gekocht door Willem Hendrik Alexander Carel baron van Heeckeren van Kell voor ruim 111.000 in opdracht van zijn oudste zoon Jacob Dirk Carel (1809-1875). Deze had de financiële middelen door zijn huwelijk in 1831 met Maria Cornélia van Wassenaar Obdam (1799-1850), vrouwe van Twickel. Het echtpaar Van Heeckeren-Wassenaar heeft nooit op Nettelhorst gewoond. In 1909 en 1929 heeft de heer van Twickel grote delen van Nettelhorst verkocht. In 1890 is het rentmeesterschap door Twickel overgenomen.
Jacob Dirk Carel van Heeckeren huwde voor de tweede maal met Isabella Antoinetta barones Sloet tot Toutenburg (1823-1872), hofdame van prins Frederik. Zijn dochter had reeds voor zijn overlijden in 1875 Weldam als haar lievelingshuis gekozen, waardoor Nettelhorst onbewoond bleef. In 1875 werd het voor afbraak verkocht. Op 28 januari 1875 plaatst men een advertentie met de aankondiging Verkoop voor afbraak. Voor afbraak wil zeggen dat het in onderdelen verkocht werd. De interieuronderdelen verhuisden naar Twickel. Nadat stenen, gietlood en hout verkocht waren kocht Jacob Dirk Carel baron van Heeckeren het restant met de traptoren terug. De traptoren lijkt gespaard te zijn op verzoek van koningin Sophie van Württemberg, die 'ontstemd was' dat wederom een kasteel aan de slopershamer ten prooi viel.  De traptoren bezweek in 1884 tijdens een storm alsnog, doordat deze van de muren geen steun meer had.. Het onderste deel van de traptoren resteert nog. Na de storm van januari 1884 is het onberoerd blijven staan in het weiland van het overgebleven landgoed. Meerdere Van Heeckerens zijn geboren op Nettelhorst, onder andere Reinhard Burchard Willem van Heeckeren van Molecaten in 1721.

## Huidige situatie

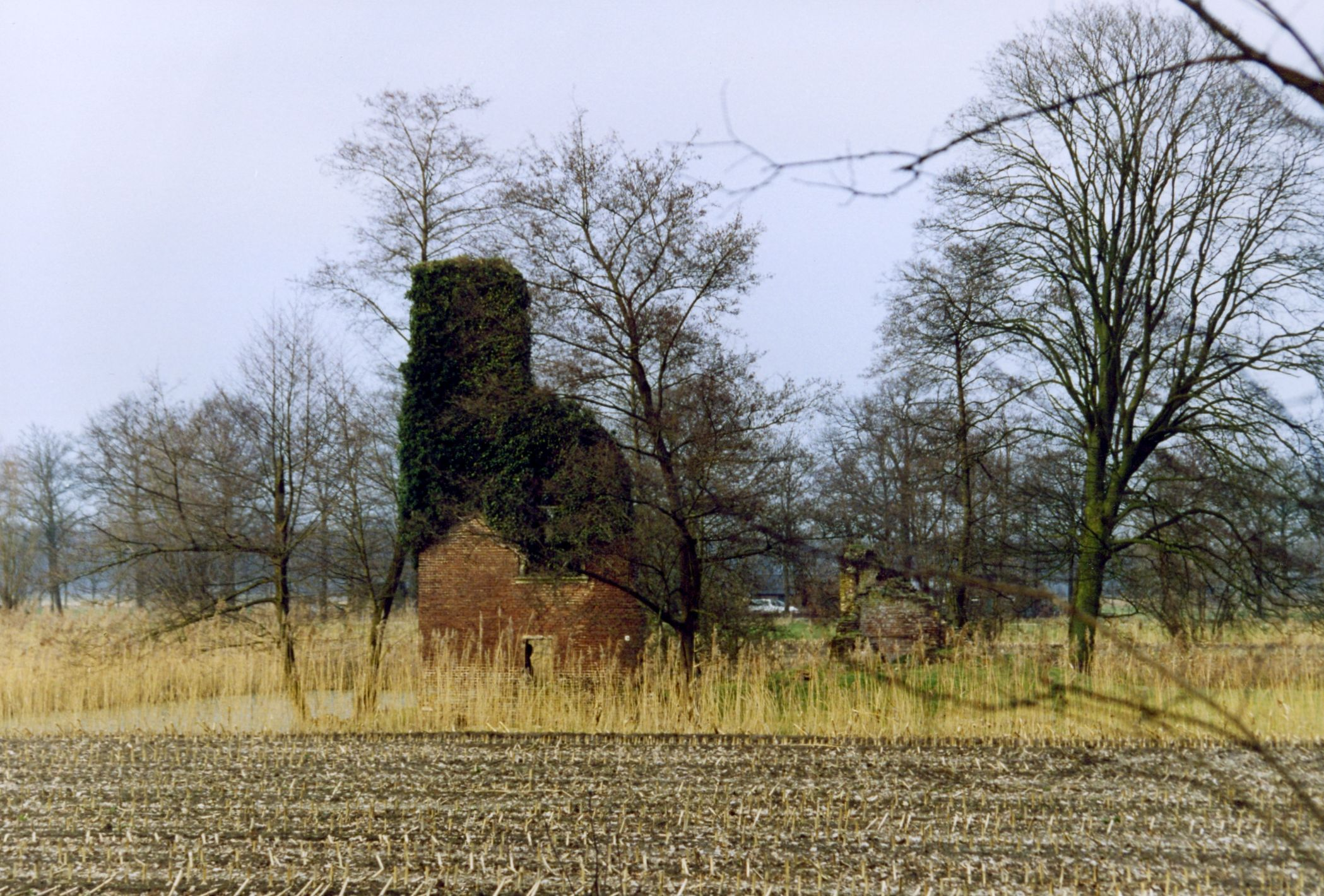
Ruïne Nettehorst

Tegenwoordig is Nettelhorst een landgoed van 110 hectare groot. Van de oorspronkelijke havezate resteert slechts de aanleg met de eikenlanen, de gracht, resten van de voormalige traptoren, een hoek van het huis en het linker bouwhuis. De resten vormen sinds november 2011 samen met de omliggende aanleg een van rijkswege beschermd complex. Het complex heeft  cultuurhistorische waarde vanwege de ouderdom, de ontwikkelingsgeschiedenis, de vrijwel ongewijzigde 17de-eeuwse structuur, de aanwezigheid van een 18de-eeuws bouwhuis met schuur en vanwege het belang voor de regio.
De ruïne en het omliggende park behoren sinds 1834 tot het Twickelbezit. In 1975 is het ingebracht in de Stichting Twickel. Tussen 1994 en 2006 is het landgoed gereconstrueerd waarbij het grachtenstelsel opnieuw uitgegraven werd. Met de reconstructie is de cultuurhistorische waarde zichtbaar gemaakt en is de natuurwaarde toegenomen. Een bewijs daarvan is de populatie boomkikkers die zich meteen na de reconstructie vestigde. Het water dat naar de grachten stroomt wordt via een rietveld gefilterd zodat de waterkwaliteit voor de boomkikker gegarandeerd blijft.
Nettelhorst heeft als doelstelling behoud van het gebied als natuurreservaat en cultuurmonument voor wandelaars en natuurvrienden. Fietsen is toegestaan in het gebied, op de daartoe aangelegde paden.

## Eigenaren

#### Geslacht Nettelhorst
- ? - 1379 Gyselbert
- 1379 - 1403 Steven van Nettelhorst. Hij ontving in 1379 dat huys te Netelhorst met sijnen tobehoren ten Zutphenschen regte.
- 1403 - 1424 Gijsbert (Gyselbrecht) Stevenszoon van Nettelhorst

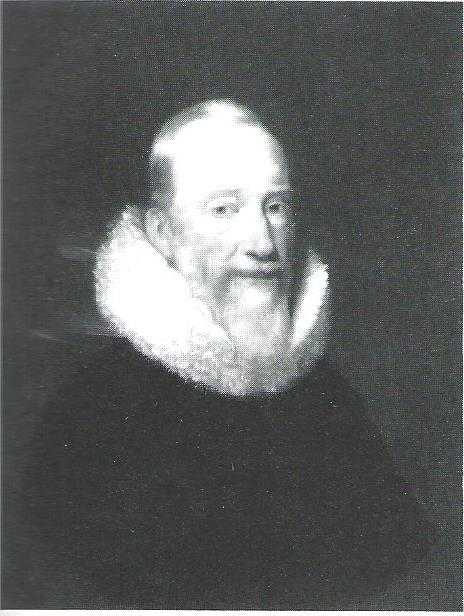
1594-1645 Walraven van Heeckeren (1570-1645)
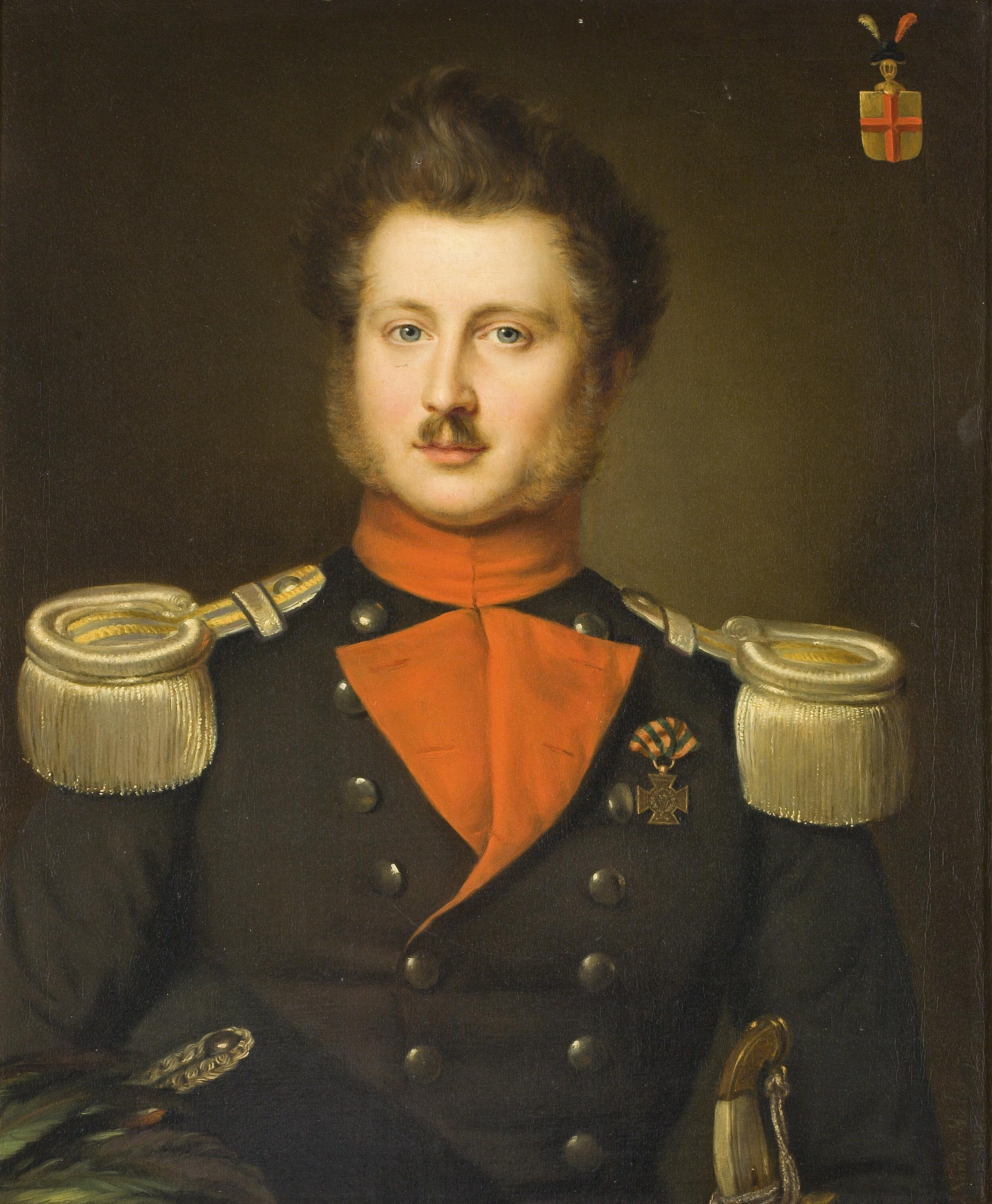
1834-1875 Jacob Dirk Carel baron van Heeckeren van Wassenaer (1809–1875)

Ampsen · Barlham · Beurse · Boedelhof · Brandsenburg · Cloese · Den Dam · Diepenbroek · Dorth · De Ehze · Enghuizen · Hackfort · Hagen · Holthuis · Kell · Kemnade · Keppel · Langen · Leemkuil · Lichtenberg · Marhulsen · De Marsch · 't Medler · Nettelhorst · Oolde · Oud Oolde · Overlaer · Roderlo · Rijsselt · 't Suideras · Ulenpas · 't Velde · Verwolde · De Voorst · Vorden · Walfort
Aalst · Aardenburg · Acquoy · Aerdt · Agistaldaburg · Ahof · Aldenhaag · Aller · Ambe · Ammersoyen · Ampsen · Andelst · Angeroyen · Appelburg · Appelse walburg · Appeltern · Arler · Baak · Babberich · Baer · Baerle · Bakerbosch · Balgoij · Barlham · Batenburg · Beek · Beerenclaauw · Bemmel · Bevervoorde · Bergh · Biljoen · Bingerden · Blankenborg (Laren) · Blankenborg · Blauwe Huis · Blokhuis (Ravenswaaij) · Boelenham · Boetselaersborg · Borculo · Boswaai · Brakel · Den Brakel · Den Bramel · Bredevoort · Broekhuizen · Bronkhorst · Bruchem · Bruinhorst · Brunsberg · Bulkestein · Bunswaard · Burcht van Tiel · Buren · De Buurse · Byland · Byvanck · Caetshage · Camphuysen · De Cannenburch · de Cloese · Coldenhove · Culemborg · Dedinckweerd · Delwijnen · Didam · Diepenbroek · Hof te Dieren · Huis Dijck · Dikke Tinne · Doddendaal · Dodewaard · Doornenburg · Doornik · Doorwerth · Dooyenburg · Dorth · Doseburg · Drakenburg · Dreumel · Druten · Duivelshuis · Eerbeek · De Ehze · Elburg · Eldrik · Emmerik · Engelenburg · Groot Engelenburg · Engelrode · Enghuizen · Enspijk · De Essenburgh · Essenpas · Est · Fokkinck · Gameren · Geerestein · Geldermalsen · De Gelderse Toren · Geldersweerd · Gellicum · Gendt · Gennepestein · Glindhorst · Goudenstein · ‘s-Grevenhoef · Groot Hell · Groenlo · Groesbeek · Huis te Groesbeek · Grunsfoort · Gulden Spijker · Hackfort · Hackforts Veenhuis · Hagen · Hagevoort · Hamerden · Hanepol · Harreveld · Harslo · Hassink · Het Haveke · Hedel · Heeckeren · De Heegh · Hees · De Heest · Hellouw · Hemmen · Hernen · Motte van Hernen · Heumen · Heusden · Hoekelum · Hoekenburg · De Hoeve · De Hof · Hof d'Ooy · Hof van Arkel · Huis het Holt · Holthuis · Het Holtslag · Ter Horst · Houberg · St. Hubertus · Huissen · Hulhuizen · Hulkestein · Hulsen · Hunneschans bij De Duno · Hunneschans bij Uddel · Jonker Bloo · 't Joppe · De Kamp · Karssenberg · Kemnade · Keppel · Kermestein · Kernhem · Kervel · Kiefskamp · De Kinkelenburg · Klein Enghuizen · Kleverburg · Kortenhoeve · Laag Helbergen · Lakenburg · Landfort · Langen · Latenstein · De Lathmer · Lathum · Ter Lede · Leegpoel · Leemcuyl · Leeuwen · Leeuwenbergh · Lensenburg · Lent · Leur · Leuvenum · Leyenburg · Lichtenvoorde · Lievenstein · Loenen · Loevestein · Loil · Loowaard · Luynhorst · Hof te Maasbommel · Magerhorst · Malburgen · Malderburcht · Malsen · Manhorst · Marhulsen · De Marsch · Marveld · Mathena · Maurik · Medel · Medestein · 't Medler · Meinerswijk · De Mellard · Mensink · Mergelp · Meteren · 't Meyerink · Middachten · Millingen · Mussenberg · Nagelhorst · Nederhagen · Nederhemert · Neerijnen · Huis Neerijnen · De Nesch · Nettelhorst · Nieuwe Blokhuis ·  Nijburg · Nijenbeek · Old Putten · Notenstein · Nye Huis · Olde Spijker · Oldenaller · Oldenhof (Driel) · Oldenhof (Heteren) · De Ooij · Oolde · Oud Oolde · Oosterhout · Ophemert · Opijnen · Oud Ampsen · Oude Blokhuis · Het Oude Loo · Oude Voorst · Oudenborch · Oud-Wisch · Huis te Overasselt · Overeng · Overhagen · Overlaar · 't Oye · Palmestein · De Parck · Persingen · Plekenpol · Ploen · Pluimenburg · Poederoijen · Poelwijck · Poelwijk · De Pol (Dreumel) · Huis de Poll (Huis te Gietelo) · De Poll (Huissen) · Pollenbering · Pollenstein · Puttenstein · Het Raasink · Ravenhorst · De Rees · Ressen · Reuversweerd · Reygersfoort · Rhijnestein · Huis Rijswijk · Rode Toren · Roode Wald · Rosande · Rosendael · Rossum · Rumpt · Ruurlo · Rijsselt · Schadewijk · Schaffelaar · Scherpenzeel · Schoonbroek · Schoonderbeek · Schoonenburg · Schuilenburg · Schuilkerke · Hof te Seelbeek · Sevenaer I · Sevenaer II · Sinderen (Oude IJsselstreek) · Sinderen (Voorst) · Slangenburg · Sleeburg · Slimsijp · De Snor · Soelen · Spaansweerd · Spaldorp · Spijk · Staverden · Sterkenburg · Swanepol · Tarthorst · Teisterbant (Kerk-Avezaath) · Teisterbant (Kerkdriel) · Ter Dicke · Tolhuis · Tolhuis (Tiel) · Tollenburg · Tongerlo · Toren van Wely · Tuil · Ubbergen · Uilenburg (Ewijk) · Uilenburg (Heteren) · Ulenpas · Ulft · Upladen · Valburg · Valkhofburcht · Valkhofpalts · Vanenburg · Varik · Hof te Varsseveld · 't Velde · Velhorst · Verwolde · Vierakker · De Voorst · Voorstonden · Vorden · Vosbergen · Vredenburg · Vredestein (Driel) · Vredestein (Ravenswaaij) · Vuren · Waardenburg · Waddestein · Wadenoijen · Waede · Wageningen · Walfort · 't Waliën · De Wardt · Watergoor · Watermeerwijk · Wayenstein (Huis te Herwijnen) · Well (Huis van Malsen) · Weijenrade · Westenburg · Westerholt · Weurt · De Wiersse · Wijenburg (Echteld) · De Wildenborch · De Wildt · Wilp · Wilperhorst · Winssen · Wisch · Wychen · Wolfswaard · Woolbeek · Yrst · IJzendoorn · Zeeland · Zilveren Spijker · Zuilichem · Zwaluwenburg · Zwanenburg (Heerde) · Zwanenburg (Megchelen)